# Harry Fox-Strangways
Edward Henry Charles James Fox-Strangways, 7e comte d'Ilchester, né le 1er octobre 1905 et mort le 21 août 1964, est un aristocrate britannique, pair et philanthrope. Il avait aussi les titres subsidiaires de baron de Woodford Strangways de Dorset et baron de Redlynch de Dorset.

## Biographie
Il suit ses études à Eton puis à Christ Church (Oxford), où il fait partie du Railway Club qui comprenait : Henry Yorke, Roy Harrod, Henry Thynne (6e marquis de Bath), David Plunket Greene, Fox-Strangways, Brian Howard, Michael Parsons (6e comte de Rosse), John Sutro, Hugh Lygon, Harold Acton, Bryan Guinness (2e baron Moyne), Patrick Balfour (3e baron Kinross), Mark Ogilvie-Grant, John Drury-Lowe.
Il se présentait sous le diminutif de « Harry » (pour Henry) et servit comme Deputy Lieutenant du Dorset en 1957.

## Famille
Il est le fils aîné de Giles Fox-Strangways (6e comte d'Ilchester) et de son épouse née Lady Helen Vane-Tempest-Stewart, fille de Charles Vane-Tempest-Stewart (6e marquis de Londonderry).
Il s'est marié avec Helen Elizabeth Ward, petite-fille de William Ward, 1er comte de  Dudley, le 27 avril 1931. De cette union sont issus trois enfants :
- Lady Theresa Jane Fox-Strangways (12 août 1932 - 1989), épouse de Simon Monckton-Arundell, 9e vicomte Galway
- Giles Henry Holland Fox-Strangways (7 mai 1934 - 2 septembre 1947, mort accidentellement)
- Charles Stephen Fox-Strangways (6 mai 1938 - 8 juillet 1958, tué en opération militaire à Chypre)

Sans descendance masculine lui ayant survécu, son titre de comte d'Ilchester est transmis à Walter Angelo Fox-Strangways, son cousin au quatrième degré, descendant du 1er comte d'Ilchester.

## Armes

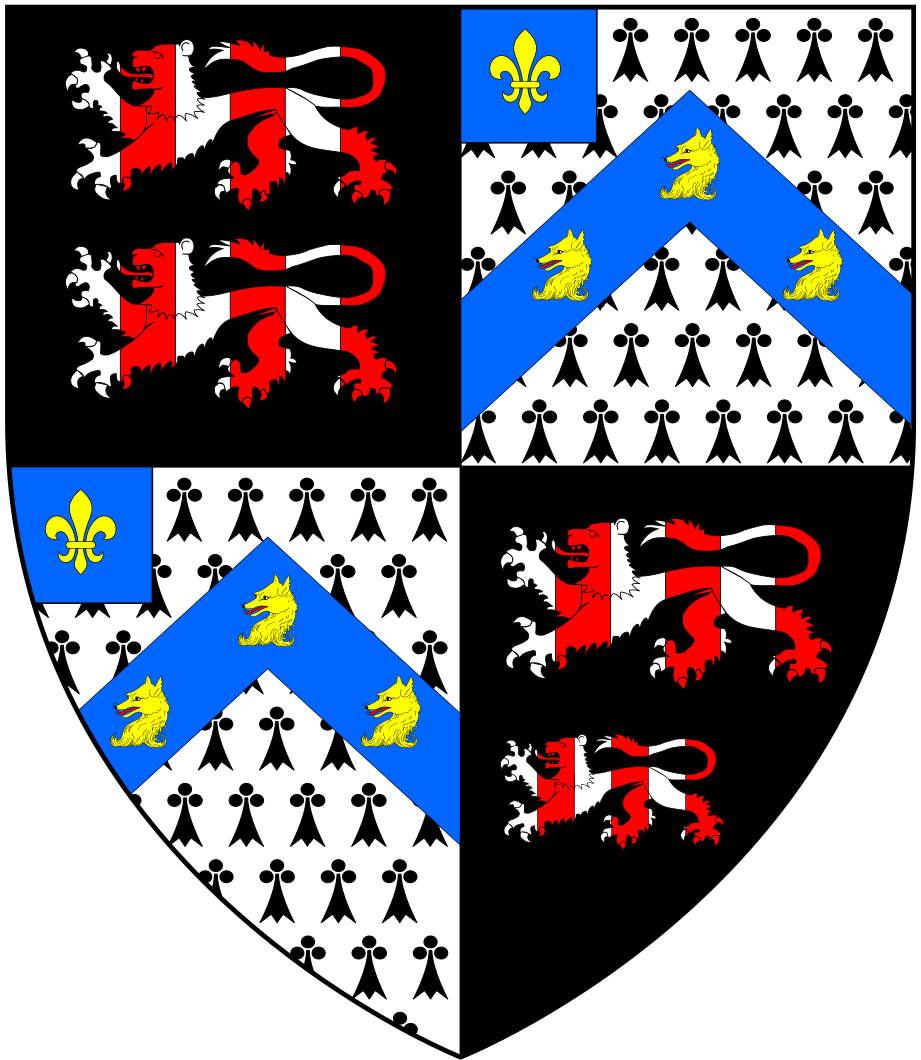
Armes des Fox-Strangways.

Les armes du chef de famille des Fox-Strangways sont blasonnées ainsi : Écartelé de quatre: 1er et 4e: de sable, deux lions passant par six pals d'argent et de gueules (Strangways); 2e et 3e : Hermine, sur un chevron d'azur trois têtes et cou de renards effacés et sur un canton du second une fleur de lys (Fox).